# Выдыхаю боль
«Выдыхаю боль» — песня российского тиктокера и поп-исполнителя Дани Милохина, выпущенная 11 февраля 2021 года в качестве сингла на лейбле Dream Team Family.

## Предыстория
По данным сайта Srsly.ru, в ноябре 2020 года Даня Милохин опубликовал на страницах своих аккаунтов в социальных сетях отрывки будущего трека. Ещё до официального релиза под звук «Выдыхаю боль» было снято около 50 тысяч клипов в социальной сети TikTok.

## Видеоклип
Релиз видеоклипа «Выдыхаю боль» состоялся 12 февраля 2021 года на официальном YouTube-канале, днём позднее релиза. В клипе, режиссёром которого выступила Лейла Гус, Даня Милохин появляется в образе подростка, пытающегося получить признание одноклассников игрой на гитаре. Как итог, ему удаётся собрать рок-группу для выступления в школьной столовой и привлечь внимание «самой красивой девушки», роль которой и массовку для клипа отобрали среди подписчиков TikTok-аккаунта Дани Милохина. Как отметил Владислав Шеин из ТНТ Music, музыкальное видео снято «в духе западных тин-драм», в которых главный герой, являясь изначально непопулярным — «изгоем», становится «звездой школы», а Ольга Саленко из Grazia назвала клип «действительно уникальным», аргументировав своё мнение тем фактом, что «в видео впервые снялись реальные поклонники».

## Отзывы
Руслан Тихонов, журналист веб-сайта ТНТ Music, указал на присутствие в песне «808-х хай-хэтов» и сравнил «реинкарнацию» Дани Милохина с образом Егора Крида в сингле «Love is» и «поп-панковским косплеем» Machine Gun Kelly. Ещё один обозреватель этого веб-сайта, Владислав Шеин, заявил, что в «Выдыхаю боль» используется «вполне привычный поп-биток», заметив при этом, что «перегруженная» гитара придаёт ей «особенный колорит».